# Валкеу-де-Жос (комуна)
Валкеу-де-Жос (рум. Valcău de Jos) — комуна у повіті Селаж в Румунії. До складу комуни входять такі села (дані про населення за 2002 рік):
- Валкеу-де-Жос (909 осіб) — адміністративний центр комуни
- Валкеу-де-Сус (916 осіб)
- Лазурі (289 осіб)
- Преотяса (698 осіб)
- Ратовей (76 осіб)
- Суб-Четате (414 осіб)

Комуна розташована на відстані 396 км на північний захід від Бухареста, 24 км на захід від Залеу, 76 км на північний захід від Клуж-Напоки.

## Населення
За даними перепису населення 2002 року у комуні проживали 3302 особи.
Національний склад населення комуни:
| Національність | Кількість осіб | Відсоток |
| -------------- | -------------- | -------- |
| румуни         | 2909           | 88,1%    |
| цигани         | 287            | 8,7%     |
| угорці         | 105            | 3,2%     |
| словаки        | 1              | < 0,1%   |

Рідною мовою назвали:
| Мова      | Кількість осіб | Відсоток |
| --------- | -------------- | -------- |
| румунська | 3185           | 96,5%    |
| угорська  | 106            | 3,2%     |
| циганська | 8              | 0,2%     |
| словацька | 1              | < 0,1%   |

Склад населення комуни за віросповіданням:
| Релігія            | Кількість осіб | Відсоток |
| ------------------ | -------------- | -------- |
| православні        | 2894           | 87,6%    |
| греко-католики     | 139            | 4,2%     |
| реформати          | 92             | 2,8%     |
| баптисти           | 89             | 2,7%     |
| п'ятдесятники      | 72             | 2,2%     |
| римо-католики      | 5              | 0,2%     |
| адвентисти         | 1              | < 0,1%   |
| не релігійні       | 1              | < 0,1%   |
| не вказали релігію | 9              | 0,3%     |